# Caibiran
Caibiran is een gemeente in de Filipijnse provincie Biliran op het gelijknamige eiland. Bij de laatste census in 2007 had de gemeente bijna 21 duizend inwoners.

## Geografie

### Bestuurlijke indeling
Caibiran is onderverdeeld in de volgende 17 barangays:
| - Alegria - Asug - Bari-is - Binohangan - Cabibihan - Kawayanon - Looc - Manlabang - Caulangohan | - Maurang - Palanay - Palengke - Tomalistis - Union - Uson - Victory - Villa Vicenta |

## Demografie
Caibiran had bij de census van 2007 een inwoneraantal van 20.616 mensen. Dit zijn 1.010 mensen (5,2%) meer dan bij de vorige census van 2000. De gemiddelde jaarlijkse groei komt daarmee uit op 0,70%, hetgeen lager is dan het landelijk jaarlijks gemiddelde over deze periode (2,04%). Vergeleken met de census van 1995 is het aantal mensen met 2.034 (10,9%) toegenomen.

De bevolkingsdichtheid van Caibiran was ten tijde van de laatste census, met 20.616 inwoners op 83,55 km², 246,8 mensen per km².